# Writing's on the Wall (canção)
"Writing's on the Wall" é uma canção gravada pelo cantor e compositor britânico Sam Smith para a trilha sonora de Spectre (2015), o vigésimo quarto filme da saga de filmes de acção James Bond. Composta por Smith com o auxílio de Jimmy Napes, com quem tratou da produção e arranjos juntamente com o duo britânico Disclosure, foi lançada a 25 de Setembro de 2015 em formato digital através da editora discográfica Capitol Records como o único single da banda sonora do filme. Contudo, apenas a sua versão instrumental foi inclusa no álbum.
A canção foi premiada na categoria de Melhor Canção Original no Oscar e no Globo de Ouro.

## Antecedentes e lançamento
"Este é um dos pontos altos da minha carreira. Sinto-me honrado por finalmente poder anunciar que irei cantar a próxima canção-tema de Bond. Estou tão entusiasmado por fazer parte deste legado britânico incónico e juntar-me a uma linhagem das minhas maiores inspirações musicais. Eu espero que todos vocês gostem dela tanto quanto eu gostei de fazê-la."

— Smith expressando o seu sentimento por ser escolhido para interpretar o tema do filme Spectre (2015).
"Writing's on the Wall" é fruto de um trabalho colaborativo entre Smith e o colaborador Jimmy Napes, com quem ele vinha a trabalhar frequentemente desde a canção "La La La" (2013). Sam Mendes e Barbara Broccoli, o director e a produtora de Spectre, respectivamente, ligaram para Smith para marcar um encontro no escritório deles, tendo mostrado ao cantor o enredo do filme e mais tarde lhe oferecido a proposta de cantar a música tema do mesmo. De acordo com Smith, a canção teve a sua letra escrita em apenas vinte minutos em Janeiro de 2015, algo que descreveu como "o tempo mais rápido em que já escrevi uma canção". Imediatamente após ter sido concluída a composição dos arranjos e a letra, foi gravada uma versão demo. Quando Smith e Napes ouviram de novo esta versão, ficaram tão agradados com o desempenho vocal do artista que tomaram a decisão de usá-la na versão final, com a adição de alguns elementos nos arranjos. Smith descreveu esse momento como "o ponto mais alto da minha carreira", sendo que ele é o primeiro artista masculino a solo a gravar o tema para um filme de James Bond desde "You Know My Name" de Chris Cornell em 2006. Michael G. Wilson e Broccoli, produtores de Spectre, deram um comentário sobre a escolha de Smith para cantar o tema: "Sam e Jimmy escreveram a canção mais inspiracional de sempre para Spectre, e com o desempenho vocal extraordinário de Sam, 'Writing's on the Wall' será definitivamente considerada como uma das melhores canções de Bond de todos os tempos". Todo este processo de composição, gravação e produção da canção decorreu em completo sigilo da imprensa mediática, tendo o cantor revelado a primeira informação sobre o assunto na manhã de 6 de Setembro de 2015 através da sua página no Instagram, na qual publicou uma imagem de um anel que continha o logótipo da organização terrorista fictícia SPECTRE. da capa do single e expressou os seus sentimentos por ter sido escolhido para cantar o tema. Além disso, Smith anunciou ainda a data de lançamento, que estava prevista para o dia 25 do mesmo mês. "Sinto-me tão aliviado por finalmente poder falar sobre isto; esta foi uma própria missão secreta minha".

## Lista de faixas
Download digital, CD single e vinil
1. "Writing's on the Wall" – 4:38
2. "Writing's on the Wall" (Instrumental)  – 4:38

## Desempenho nas tabelas musicais
Dias após o seu lançamento no Reino Unido, foi reportado pela The Official Charts Company que "Writing's on the Wall" teria grandes chances de fazer uma estreia triunfante na tabela musical UK Singles Chart. Ao fim da sua primeira semana de lançamento, haviam sido comercializadas 70 mil unidades digitais e físicas de "Writing's on the Wall", o que garantiu-lhe uma estreia no primeiro posto da UK Singles Chart, tornando-se na quinta vez que Smith consegue alcançar o primeiro posto da tabela e o primeiro lançado para um filme da saga James Bond a alcançar o primeiro posto naquele país. "Writing's on the Wall" substituiu "What do You Mean?" (2015), de Justin Bieber, na primeira colocação da tabela, registando uma diferença de 13 mil unidades de vendas entre as canções. "Skyfall" (2012) de Adele e "A View to a Kill" de Duran Duran detinham previamente as posições mais altas alguma vez atingidas por canções gravadas para os filmes James Bond, tendo ambas alcançado o número dois na UK Singles Chart.
| “ | Foi uma enorme honra ser convidado para compor e gravar 'Writing's on the Wall' e é incrível o facto de ela ter se tornado no primeiro tema de [James] Bond a alcançar o número um. [...] Foi uma experiência inesquecível trabalhar com Barbara [Broccoli] e Sam [Mendes] e tornar-me parte deste legado britânico. Eu não teria conseguido isto sem a ajuda dos meus fãs — este é um momento especial que jamais esquecerei. | ” |
|   | — Smith a expressar os seus sentimentos aquando da estreia de "Writing's on the Wall" no primeiro posto da tabela de singles do Reino Unido em entrevista à BBC Radio 1.. |   |

| País — Tabela musical (2015)                                           | Posição de pico |
| ---------------------------------------------------------------------- | --------------- |
| Alemanha — Media Control Charts                                        | 17              |
| Austrália — ARIA Charts                                                | 43              |
| Áustria — Ö3 Austria Top 40                                            | 11              |
| Canadá — Canadian Hot 100                                              | 43              |
| Bélgica (Flandres) — Ultratop 50                                       | 5               |
| Bélgica (Valónia) — Ultratop 40                                        | 4               |
| Escócia — Scottish Singles Chart (The Official Charts Company)         | 1               |
| Eslovênia — Rádio Top 100                                              | 63              |
| Eslovênia — Singles Digitál Top 100                                    | 32              |
| Espanha — Productores de Música de España                              | 24              |
| Estados Unidos — Billboard Hot 100                                     | 71              |
| Estados Unidos — Adult Contemporary (Billboard)                        | 20              |
| Finlândia — Suomen virallinen latauslista                              | 3               |
| França — Syndicat National de l'Édition Phonographique                 | 5               |
| Grécia — Hot Digital Songs (Billboard)                                 | 2               |
| Hungria — Single Top 40                                                | 2               |
| Irlanda — Irish Recorded Music Association                             | 9               |
| Itália — Federazione Industria Musicale Italiana                       | 32              |
| Japão — Japan Hot 100 (Billboard)                                      | 78              |
| Líbano — The Official Lebanese Top 20                                  | 3               |
| Luxemburgo — Hot Digital Songs (Billboard)                             | 2               |
| México — Mexico Ingles Airplay (Billboard)                             | 37              |
| Nova Zelândia — Recorded Music NZ                                      | 4               |
| Países Baixos — Single Top 100                                         | 32              |
| Países Baixos — Dutch Top 40                                           | 35              |
| Portugal — Hot Digital Songs (Billboard)                               | 10              |
| Reino Unido — UK Singles Chart (The Official Charts Company)           | 1               |
| Reino Unido — UK Singles Sales Chart (The Official Charts Company)     | 1               |
| Reino Unido — UK Singles Downloads Chart (The Official Charts Company) | 1               |
| Chéquia — Rádio Top 100                                                | 39              |
| Chéquia — Singles Digitál Top 100                                      | 52              |
| Suécia — Sverigetopplistan                                             | 63              |
| Suíça — Schweizer Hitparade                                            | 6               |
| União Europeia — Euro Digital Songs (Billboard)                        | 1               |